# Nhà thờ Thánh Anselmô, Pembury
Nhà thờ Thánh Anselmô là một nhà thờ Công giáo Rôma thuộc Giáo hạt tòng nhân Đức Mẹ Walsingham ở Pembury, Kent, Anh. Ban đầu nhà thờ được thành lập vào những năm 1960 dưới dạng một nhà nguyện đường gần trước khi trở thành giáo xứ riêng trong giáo hạt tòng nhân vào năm 2011, sau khi nhiều tín hữu Anh giáo ở Royal Tunbridge Wells cải đạo.

## Lịch sử
Nhà thờ Thánh Anselmô ban đầu được xây dựng vào năm 1964 dưới dạng hội trường / nhà nguyện cho một nhà thờ mới sẽ thuộc Phái bộ Công giáo Pembury và Paddock Wood. Tuy nhiên, nhà thờ vẫn tọa lạc ở Paddock Wood cho đến năm 1978 khi Pembury và Paddock Wood trở thành một giáo xứ. Ngôi nhà thờ được bán vào năm 1978, khiến Pembury không có nơi để thờ cúng Công giáo. Vì lý do này, một nhà nguyện nhỏ đã được thêm vào hội trường vào năm 1980, mặc dù nó không còn được công nhận là nơi thờ cúng đã đăng ký. Đến năm 2011, nơi đây được sử dụng như một nhà nguyện đường gần cho giáo xứ Paddock Wood.

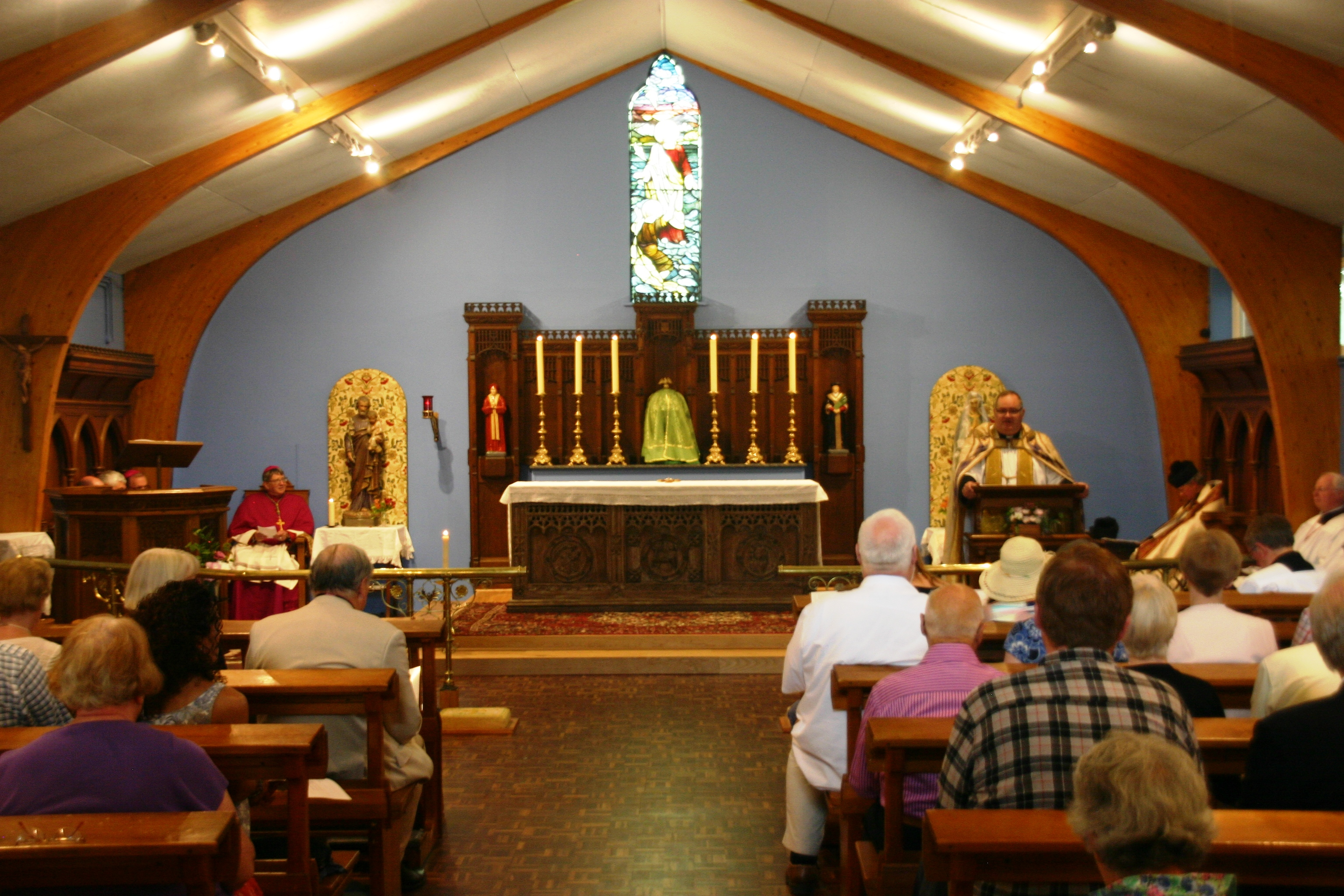
Bên trong nhà thờ năm 2018

Vào năm 2011, Thánh Anselmô được Tổng giám mục Southwark phong tặng danh hiệu bán giáo xứ, do đã trở thành một phần của Giáo hạt tòng nhân Đức Mẹ Walsingham cho những người Anh giáo cải đạo, cho phép các thành viên cũ của Giáo hội Anh ly khai và gia nhập Giáo hội Công giáo mà vẫn giữ truyền thống Anh giáo trong phụng vụ. Phần lớn cộng đoàn là những cựu tín hữu Anh giáo đến từ Nhà thờ Thánh Banaba, Royal Tunbridge Wells thuộc Giáo hội Anh, dẫn dắt bởi linh mục chính xứ của họ mà sau này cũng là chính xứ Thánh Anselmô.
Trong ba năm đầu tiên, nhà thờ chỉ có vài vật thờ cúng, dựa vào một bàn thờ tạm thời trên bánh xe để tiến hành các dịch vụ và chia sẻ không gian của nó với các nhóm cộng đồng. Nhờ quyên góp của giáo dân và các giáo xứ Công giáo lân cận, một bàn thờ cố định, Đàng Thánh Giá và các đồ đạc khác trong nhà thờ đã được lắp đặt và một cánh cổng được xây dựng bên ngoài.